# Rex-OEC
Rex-OEC is een historisch merk van motorfietsen.
De Zweed Einar Stormark bouwde in 1930 een prototype van een zijspancombinatie met voor- en achterwielaandrijving, waarschijnlijk op basis van een Rex-machine uit Coventry. noemde. Dit eerste probeersel had een 1370 cc JAP v-twin-motorblok.
Op verzoek van Stormark monteerde Rex in 1934 een ontkoppelbare aftakas boven de versnellingsbak. Deze as werd aangedreven door de achterste aandrijfketting. Een tweede ketting bracht het vermogen over naar een cardanas bij de stuurkolom. Hierdoor werd de stuurbeweging mogelijk. De verdere aandrijving van het voorwiel geschiedde door een derde ketting.
De machine won het Zweedse zijspankampioenschap in 1935. Er is nog een prototype van de machine over. Hoe men bij de naam "OEC" kwam is niet bekend. Zo op het oog is er geen relatie met het merk OEC.